# Nipoã
Nipoã es un municipio brasileño del estado de São Paulo. Se localiza a una latitud 20º54'48" sur y a una longitud 49º46'40" oeste, estando a una altitud de 439 metros. La ciudad tiene una población de 4.274 habitantes (IBGE/2010). Nipoã pertenece a la Microrregión de Nhandeara.
Posee un área de 137,8 km². 

## Demografía
Datos del Censo - 2010
Población total: 39.276
- Urbana: 19.797
- Rural: 19.099
- Hombres: 7.233[6]
- Mujeres: 24.077

Densidad demográfica (hab./km²): 31,01
Datos del Censo - 2000
Mortalidad infantil hasta 1 año (por mil): 10,11
Expectativa de vida (años): 74,64
Tasa de fertilidad (hijos por mujer): 2,16
Tasa de alfabetización: 85,19%
Índice de Desarrollo Humano (IDH-M): 0,775
- IDH-M Salario: 0,678
- IDH-M Longevidad: 0,827
- IDH-M Educación: 0,819

(Fuente: IPEADATA)